# Вірмено-азербайджанські сутички в 2014 році
Зіткнення на вірмено-азербайджанському державному кордоні (Тавуш(Տավուշ)-Ґазах(Qazax)) та на лінії сутички між НКР та Азербайджаном почалися 27 Липня 2014 року.Кількість жертв зіткнень була найвищою з момента підписання Бішкекського протоколу 1994 року,який і закінчив Першу Нагірно-Карабахську війну.